# Nagroda Stowarzyszenia Nowojorskich Krytyków Filmowych dla najlepszej aktorki
Nagroda Stowarzyszenia Nowojorskich Krytyków Filmowych dla najlepszej aktorki (ang. New York Film Critics Circle Award for Best Actress) – nagroda filmowa przyznawana corocznie, począwszy od 1935 (wyjątkiem był rok 1962, kiedy to z uwagi na strajk prasowy, gala nie odbyła się), przez Stowarzyszenie Nowojorskich Krytyków Filmowych (NYFCC) za najlepszą pierwszoplanową rolę damską.

## Laureatki

### Lata 30.
| Rok  | Zdjęcie           | Laureatka         | Film                 | Rola                    | Źr    |
| ---- | ----------------- | ----------------- | -------------------- | ----------------------- | ----- |
| 1935 | Greta Garbo       | Greta Garbo       | Anna Karenina        | Anna Karenina           | [ 3 ] |
| 1936 | Luise Rainer      | Luise Rainer      | Wielki Ziegfeld      | Anna Held               | [ 4 ] |
| 1937 | Greta Garbo       | Greta Garbo       | Dama kameliowa       | Marguerite Gautier      | [ 5 ] |
| 1938 | Margaret Sullavan | Margaret Sullavan | Trzej towarzysze     | Patricia „Pat” Hollmann | [ 6 ] |
| 1939 | Vivien Leigh      | Vivien Leigh      | Przeminęło z wiatrem | Scarlett O’Hara         | [ 7 ] |

### Lata 40.
| Rok  | Zdjęcie             | Laureatka           | Film                                      | Rola                                            | Źr     |
| ---- | ------------------- | ------------------- | ----------------------------------------- | ----------------------------------------------- | ------ |
| 1940 | Katharine Hepburn   | Katharine Hepburn   | Filadelfijska opowieść                    | Tracy Lord                                      | [ 8 ]  |
| 1941 | Joan Fontaine       | Joan Fontaine       | Podejrzenie                               | Lina McLaidlaw Aysgarth                         | [ 9 ]  |
| 1942 | Agnes Moorehead     | Agnes Moorehead     | Wspaniałość Ambersonów                    | Fanny Minafer                                   | [ 10 ] |
| 1943 | Ida Lupino          | Ida Lupino          | The Hard Way                              | Helen Chernen                                   | [ 11 ] |
| 1944 | Tallulah Bankhead   | Tallulah Bankhead   | Łódź ratunkowa                            | Constance „Connie” Porter                       | [ 12 ] |
| 1945 | Ingrid Bergman      | Ingrid Bergman      | Urzeczona Dzwony Najświętszej Marii Panny | doktor Constance Petersen siostra Mary Benedict | [ 13 ] |
| 1946 | –                   | Celia Johnson       | Spotkanie                                 | Laura Jesson                                    | [ 14 ] |
| 1947 | Deborah Kerr        | Deborah Kerr        | Czarny narcyz Tajemniczy nieznajomy       | siostra Clodagh Bridie Quilty                   | [ 15 ] |
| 1948 | Olivia de Havilland | Olivia de Havilland | Kłębowisko żmij                           | Virginia Stuart Cunningham                      | [ 16 ] |
| 1949 | Olivia de Havilland | Olivia de Havilland | Dziedziczka                               | Catherine Sloper                                | [ 17 ] |

### Lata 50.
| Rok  | Zdjęcie        | Laureatka      | Film                                                     | Rola                                            | Źr     |
| ---- | -------------- | -------------- | -------------------------------------------------------- | ----------------------------------------------- | ------ |
| 1950 | Bette Davis    | Bette Davis    | Wszystko o Ewie                                          | Margo Channing                                  | [ 18 ] |
| 1951 | Vivien Leigh   | Vivien Leigh   | Tramwaj zwany pożądaniem                                 | Blanche DuBois                                  | [ 19 ] |
| 1952 | Shirley Booth  | Shirley Booth  | Wróć, mała Shebo                                         | Lola Delaney                                    | [ 20 ] |
| 1953 | Audrey Hepburn | Audrey Hepburn | Rzymskie wakacje                                         | księżniczka Anna                                | [ 21 ] |
| 1954 | Grace Kelly    | Grace Kelly    | Dziewczyna z prowincji M jak morderstwo Okno na podwórze | Georgie Elgin Margot Wendice Lisa Carol Fremont | [ 22 ] |
| 1955 | Anna Magnani   | Anna Magnani   | Tatuowana róża                                           | Serafina Delle Rose                             | [ 23 ] |
| 1956 | Ingrid Bergman | Ingrid Bergman | Anastazja                                                | Anna Koreff / Anastazja                         | [ 24 ] |
| 1957 | Deborah Kerr   | Deborah Kerr   | Bóg jeden wie, panie Allison                             | siostra Angela                                  | [ 25 ] |
| 1958 | Susan Hayward  | Susan Hayward  | Chcę żyć!                                                | Barbara Graham                                  | [ 26 ] |
| 1959 | Audrey Hepburn | Audrey Hepburn | Historia zakonnicy                                       | siostra Łucja (Gabrielle „Gaby” van der Mal)    | [ 27 ] |

### Lata 60.
| Rok  | Zdjęcie          | Laureatka        | Film                         | Rola           | Źr     |
| ---- | ---------------- | ---------------- | ---------------------------- | -------------- | ------ |
| 1960 | Deborah Kerr     | Deborah Kerr     | Przybysze o zmierzchu        | Ida Carmody    | [ 28 ] |
| 1961 | Sophia Loren     | Sophia Loren     | Matka i córka                | Cesira         | [ 29 ] |
| 1962 | –                | –                | nie przyznano                | –              | [ 1 ]  |
| 1963 | Patricia Neal    | Patricia Neal    | Hud, syn farmera             | Alma Brown     | [ 30 ] |
| 1964 | Kim Stanley      | Kim Stanley      | Seans w deszczowe popołudnie | Myra Savage    | [ 31 ] |
| 1965 | Julie Christie   | Julie Christie   | Darling                      | Diana Scott    | [ 32 ] |
| 1966 | Elizabeth Taylor | Elizabeth Taylor | Kto się boi Virginii Woolf?  | Martha         | [ 33 ] |
| 1966 | Lynn Redgrave    | Lynn Redgrave    | Georgy Girl                  | Georgy         | [ 33 ] |
| 1967 | Edith Evans      | Edith Evans      | Szepczące ściany             | Maggie Ross    | [ 34 ] |
| 1968 | Joanne Woodward  | Joanne Woodward  | Rachelo, Rachelo             | Rachel Cameron | [ 35 ] |
| 1969 | Jane Fonda       | Jane Fonda       | Czyż nie dobija się koni?    | Gloria Beatty  | [ 36 ] |

### Lata 70.
| Rok  | Zdjęcie         | Laureatka       | Film                             | Rola                     | Źr     |
| ---- | --------------- | --------------- | -------------------------------- | ------------------------ | ------ |
| 1970 | Glenda Jackson  | Glenda Jackson  | Zakochane kobiety                | Gudrun Brangwen          | [ 37 ] |
| 1971 | Jane Fonda      | Jane Fonda      | Klute                            | Bree Daniels             | [ 38 ] |
| 1972 | Liv Ullmann     | Liv Ullmann     | Szepty i krzyki Emigranci        | Maria Kristina Nilsson   | [ 39 ] |
| 1973 | Joanne Woodward | Joanne Woodward | Letnie życzenia, zimowe marzenia | Rita Walden              | [ 40 ] |
| 1974 | Liv Ullmann     | Liv Ullmann     | Sceny z życia małżeńskiego       | Marianne                 | [ 41 ] |
| 1975 | Isabelle Adjani | Isabelle Adjani | Miłość Adeli H.                  | Adèle Hugo / Adèle Lewly | [ 42 ] |
| 1976 | Liv Ullmann     | Liv Ullmann     | Twarzą w twarz                   | doktor Jenny Isaksson    | [ 43 ] |
| 1977 | Diane Keaton    | Diane Keaton    | Annie Hall                       | Annie Hall               | [ 44 ] |
| 1978 | Ingrid Bergman  | Ingrid Bergman  | Jesienna sonata                  | Charlotte Andergast      | [ 45 ] |
| 1979 | Sally Field     | Sally Field     | Norma Rae                        | Norma Rae Webster        | [ 46 ] |

### Lata 80.
| Rok  | Zdjęcie           | Laureatka         | Film                   | Rola                                     | Źr     |
| ---- | ----------------- | ----------------- | ---------------------- | ---------------------------------------- | ------ |
| 1980 | Sissy Spacek      | Sissy Spacek      | Córka górnika          | Loretta Lynn                             | [ 47 ] |
| 1981 | Glenda Jackson    | Glenda Jackson    | Stevie                 | Stevie Smith                             | [ 48 ] |
| 1982 | Meryl Streep      | Meryl Streep      | Wybór Zofii            | Zofia „Sophie” Zawistowska               | [ 49 ] |
| 1983 | Shirley MacLaine  | Shirley MacLaine  | Czułe słówka           | Aurora Greenway                          | [ 50 ] |
| 1984 | Peggy Ashcroft    | Peggy Ashcroft    | Podróż do Indii        | pani Moore                               | [ 51 ] |
| 1985 | Norma Aleandro    | Norma Aleandro    | Wersja oficjalna       | Alicia Marnet de Ibáñez                  | [ 52 ] |
| 1986 | Sissy Spacek      | Sissy Spacek      | Zbrodnie serca         | Rebeca „Babe” / „Becky” Magrath Botrelle | [ 53 ] |
| 1987 | Holly Hunter      | Holly Hunter      | Telepasja              | Jane Craig                               | [ 54 ] |
| 1988 | Meryl Streep      | Meryl Streep      | Krzyk w ciemności      | Lindy Chamberlain-Creighton              | [ 55 ] |
| 1989 | Michelle Pfeiffer | Michelle Pfeiffer | Wspaniali bracia Baker | Susie Diamond                            | [ 56 ] |

### Lata 90.
| Rok  | Zdjęcie         | Laureatka            | Film                  | Rola                         | Źr     |
| ---- | --------------- | -------------------- | --------------------- | ---------------------------- | ------ |
| 1990 | Joanne Woodward | Joanne Woodward      | Pan i pani Bridge     | India Bridge                 | [ 57 ] |
| 1991 | Jodie Foster    | Jodie Foster         | Milczenie owiec       | Clarice Starling             | [ 58 ] |
| 1992 | Emma Thompson   | Emma Thompson        | Powrót do Howards End | Margaret Schlegel            | [ 59 ] |
| 1993 | Holly Hunter    | Holly Hunter         | Fortepian             | Ada McGrath                  | [ 60 ] |
| 1994 | –               | Linda Fiorentino     | Fatalny romans        | Bridget Gregory / Wendy Kroy | [ 61 ] |
| 1995 | Holly Hunter    | Jennifer Jason Leigh | Georgia               | Sadie Flood                  | [ 62 ] |
| 1996 | Emily Watson    | Emily Watson         | Przełamując fale      | Bess McNeill                 | [ 63 ] |
| 1997 | Julie Christie  | Julie Christie       | Miłość po zmierzchu   | Phyllis Mann                 | [ 64 ] |
| 1998 | Cameron Diaz    | Cameron Diaz         | Sposób na blondynkę   | Mary Jensen                  | [ 65 ] |
| 1999 | Hilary Swank    | Hilary Swank         | Nie czas na łzy       | Brandon Teena                | [ 66 ] |

### Lata 2000.
| Rok  | Zdjęcie           | Laureatka         | Film                                         | Rola                      | Źr     |
| ---- | ----------------- | ----------------- | -------------------------------------------- | ------------------------- | ------ |
| 2000 | Laura Linney      | Laura Linney      | Możesz na mnie liczyć                        | Samantha „Sammy” Prescott | [ 67 ] |
| 2001 | Sissy Spacek      | Sissy Spacek      | Za drzwiami sypialni                         | Ruth Fowler               | [ 68 ] |
| 2002 | Diane Lane        | Diane Lane        | Niewierna                                    | Constance „Connie” Sumner | [ 69 ] |
| 2003 | Hope Davis        | Hope Davis        | Amerykański splendor Sekretne życie dentysty | Joyce Brabner Dana Hurst  | [ 70 ] |
| 2004 | Imelda Staunton   | Imelda Staunton   | Vera Drake                                   | Vera Drake                | [ 71 ] |
| 2005 | Reese Witherspoon | Reese Witherspoon | Spacer po linie                              | June Carter Cash          | [ 72 ] |
| 2006 | Helen Mirren      | Helen Mirren      | Królowa                                      | Elżbieta II               | [ 73 ] |
| 2007 | Julie Christie    | Julie Christie    | Daleko od niej                               | Fiona Anderson            | [ 74 ] |
| 2008 | Sally Hawkins     | Sally Hawkins     | Happy-Go-Lucky, czyli co nas uszczęśliwia    | Pauline „Poppy” Cross     | [ 75 ] |
| 2009 | Meryl Streep      | Meryl Streep      | Julie i Julia                                | Julia Child               | [ 76 ] |

### Lata 2010.
| Rok  | Zdjęcie          | Laureatka        | Film                    | Rola                            | Źr     |
| ---- | ---------------- | ---------------- | ----------------------- | ------------------------------- | ------ |
| 2010 | Annette Bening   | Annette Bening   | Wszystko w porządku     | doktor Nicole „Nic” Allgood     | [ 77 ] |
| 2011 | Meryl Streep     | Meryl Streep     | Żelazna Dama            | Margaret Thatcher               | [ 78 ] |
| 2012 | Rachel Weisz     | Rachel Weisz     | Głębokie błękitne morze | Hester Collyer                  | [ 79 ] |
| 2013 | Cate Blanchett   | Cate Blanchett   | Blue Jasmine            | Jeanette „Jasmine” Francis      | [ 80 ] |
| 2014 | Marion Cotillard | Marion Cotillard | Dwa dni, jedna noc      | Sandra Bya                      | [ 81 ] |
| 2015 | Saoirse Ronan    | Saoirse Ronan    | Brooklyn                | Eilis Lacey                     | [ 82 ] |
| 2016 | Isabelle Huppert | Isabelle Huppert | Elle                    | Michèle Leblanc                 | [ 83 ] |
| 2017 | Saoirse Ronan    | Saoirse Ronan    | Lady Bird               | Christine „Lady Bird” McPherson | [ 84 ] |
| 2018 | Regina Hall      | Regina Hall      | Wspieraj dziewczyny     | Lisa Conroy                     | [ 85 ] |
| 2019 | Lupita Nyong’o   | Lupita Nyong’o   | To my                   | Adelaide Wilson / Red           | [ 86 ] |

### Lata 2020.
| Rok  | Zdjęcie                | Laureatka              | Film                           | Rola              | Źr     |
| ---- | ---------------------- | ---------------------- | ------------------------------ | ----------------- | ------ |
| 2020 | Sidney Flanigan        | Sidney Flanigan        | Nigdy, rzadko, czasami, zawsze | Autumn Callahan   | [ 87 ] |
| 2021 | Lady Gaga              | Lady Gaga              | Dom Gucci                      | Patrizia Reggiani | [ 88 ] |
| 2022 | Cate Blanchett         | Cate Blanchett         | Tár                            | Lydia Tár         | [ 89 ] |
| 2023 | Lily Gladstone         | Lily Gladstone         | Czas krwawego księżyca         | Mollie Kyle       | [ 90 ] |
| 2024 | Marianne Jean-Baptiste | Marianne Jean-Baptiste | Hard Truths                    | Pansy Deacon      | [ 91 ] |